# جیوسپه ویلسون
جوزف (جوسپه) ویلسون (به ایتالیایی: Joseph (Giuseppe) "Pino" Wilson)؛ زادهٔ ۲۷ اکتبر ۱۹۴۵ – ۶ مارس ۲۰۲۲) بازیکن فوتبال و اهل ایتالیا بود.

## تیم ملی
از سال ۱۹۷۲ میلادی عضو تیم ملی فوتبال ایتالیا بوده و در ۳ بازی ملی حضور داشته‌است. او در بازی‌های ملی‌اش گلی به ثمر نرساند.
جیوسپه ویلسون آخرین بازی ملی خود را در سال ۱۹۷۴ میلادی انجام داد.